# علی بنونا
علی بنونا (انگلیسی: Ali Benouna; ۲۳ ژوئیهٔ ۱۹۱۲ – ۶ نوامبر ۱۹۸۰) بازیکن فوتبال اهل فرانسه بود.
از باشگاه‌هایی که در آن بازی کرده‌است می‌توان به باشگاه فوتبال رن اشاره کرد.
وی همچنین در تیم ملی فوتبال فرانسه بازی کرده‌است.